# Nakaseke
Nakaseke è una città di circa 8 600 abitanti dell'Uganda, situata nella Regione centrale; è il capoluogo dell'omonimo distretto.
Il Nakaseke Hospital, ospedale pubblico con circa 120 posti letto e amministrato dal Ministero della Salute ugandese, è ubicato nel centro della città.